# Thám tử làng Chegem
Thám tử làng Chegem (tiếng Nga: Чегемский детектив) là một bộ phim trinh thám có phần khôi hài của đạo diễn Aleksandr Svetlov, ra mắt lần đầu năm 1986.
Truyện phim dựa theo truyện ngắn cùng tên của nhà văn Fazil Iskander.

## Ê-kíp
- Thiết kế sản xuất: Yevgeny Vinitsky
- Âm thanh: Albert Avramenko